# Аманье V д’Альбре
Аманье V (IV) (фр. Amanieu V, лат. Amaneus de Lebret; р. 1165/1170, ум. после 20 ноября 1209) — сеньор д’Альбре, вероятно, сын Аманье IV д’Альбре и Альмодис Ангулемской.

## Биография

### Правление
По реконструкции Ж. де Жургена, Аманье V был сыном Аманье IV д’Альбре.
Об Аманье V не известно практически ничего. Единственное доказательство его существования — то, что Аманье VI, умерший в 1240 году, не мог по хронологии быть сыном Аманье IV, умершего ок. 1186 года, а только его внуком.
Возможно, что Аманье V упоминается в хартии, датированной 1187 годом, где он подтвердил дарение монастырю Гран-Сов, хотя Журген считает, что здесь стоит имя его отца, Аманье IV.
Согласно акту, датированным 17 октября 1240 года, Аманье в 1200 году сделал дарение аббатству Грансельв.
Завещание Аманье IV было датировано 2 августа 1209 года. Однако эта дата противоречит дате второго брака жены Аманье IV, Альмодис Ангулемской (матери Аманье V), которую, согласно хартии монастыря Сен-Аман-де-Буа, относят к 1186/1191 году. Журген пытался решить данное противоречие, посчитав, что это завещание относится к Аманье V.
Также имя Аманье стоит в акте, датированным 2 ноября 1209 года, однако не исключено, что здесь имеется в иду Аманье VI.

### Брак и дети
Имя жены Аманье неизвестно. Согласно исследованиям Жургена, детьми Аманье могли быть:
- Аманье VI (ок. 1190/1195 — до сентября 1240), сеньор д’Альбре;
- Пуселла (ум. после 1243); муж: Роже д’Арманьяк (ум. 1243/1245), виконт де Фезансаге.